# 馬來西亞太空總署
馬來西亞太空總署，簡稱MYSA，是馬來西亞的國家太空機構。2019年2月20日，馬來西亞內閣通過了通過將馬來西亞遙感局（MRSA）和國家太空局（ANGKASA）合併來建立MYSA的提案。
在2019年3月，馬來西亞能源、科學、技術、環境及氣候變遷部長楊美盈表示，馬來西亞太空局（MYSA）將專注於技術、基礎設施和戰略太空應用的發展。該機構將負責收集全面的衛星數據和信息系統，以有效地支援各種公共機構在環境、自然資源、糧食安全、災害管理和氣候變化管理方面的工作。所收集的數據和信息可以與私營部門分享，幫助它們發展和實現自己的建模系統。將馬來西亞遙感局（MRSA）和國家太空局（ANGKASA）合併為一個機構將通過最佳化現有資源和設施的使用來提高工作效率。
截至2020年，馬來西亞太空局的局長是Tuan Haji Azlikamil Napiah。

## 作用
- 以綜合和協調的方式發展國家在技術、應用和太空科學領域的能力
- 實施研究和開發，並提供太空技術、應用和太空科學的綜合解決方案
- 獲取和提供通過國家地面接收站接收的衛星數據，並為各領域的需求和使用生成相關信息
- 實施國家太空政策，並增值現有的相關國家政策
- 協調和促進國際合作，加強本地在太空技術研究和開發方面的專業知識[4]

## 太空發射計劃
在2023年，沙巴進行了一項可行性研究，評估其作為太空發射地點的適合性。 馬來西亞太空局（MYSA）也與俄羅斯的Roscosmos太空局合作，在沙巴開發一個發射場地。 馬來西亞科技創新部（MOSTI）還制定了一份關於太空發射場地可行性研究的指南。

## 外部連結
- 官方网站
- 馬來西亞太空總署的Facebook專頁